# Noblesa Negra

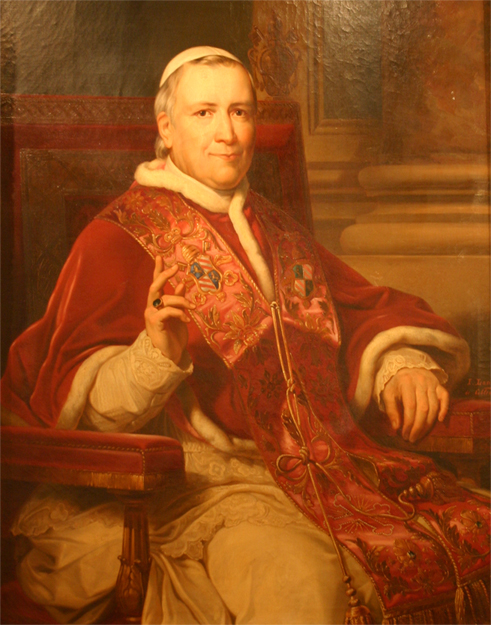
Papa Pius IX

L'expressió Noblesa negra (en italià Nobiltà manera) designa una facció de la noblesa italiana que va romandre al costat del papa Pius IX després de l'entrada de les tropes del rei Víctor Manuel II a Roma l'any 1870 posant fi a la independència dels Estats Pontificis.
Com a colofó de la unificació italiana, les tropes del rei Víctor Manuel II de Savoia entren a Roma el setembre de 1870, apoderant-se del Palau del Quirinal, llavors residència papal, obligant a la Cúria Romana a retirar-se al Palau Apostòlic del Vaticà. D'aquesta manera es posa fi de facto als Estats Pontificis. Després de la celebració d'un plebiscit la població de Roma i del Laci, accepten la seva annexió al recentment creat Regne d'Itàlia.
El papa Pius IX es va oposar a aquesta annexió. En mostra del no reconeixement de la legitimitat de l'Estat Italià, es va tancar dins del Palau del Vaticà i es va declarar «Presoner al Vaticà». Per mostrar la seva solidaritat amb el sobirà pontífex, una part de l'aristocràcia romana va rebutjar així mateix tota aliança amb el recentment creat Regne d'Itàlia. Aquestes famílies van tancar les portes dels seus habitatges com a mostra de dol, de la mateixa manera que el 1875, en el temps jubileu de l'Any Sant, Pius IX va mantenir tancades les portes de les quatre basíliques romanes en símbol de protesta.
Després de 1870, la major part d'aquestes famílies, conegudes ja com a «noblesa negra», posseïen càrrecs honorífics i hereditaris de la Santa Seu. De fet els seus títols i privilegis eren provinents del mateix Pontífex, la qual els solia nomenar camarlencs privats o gentilhomes de la Guàrdia Palatina.

## Evolució

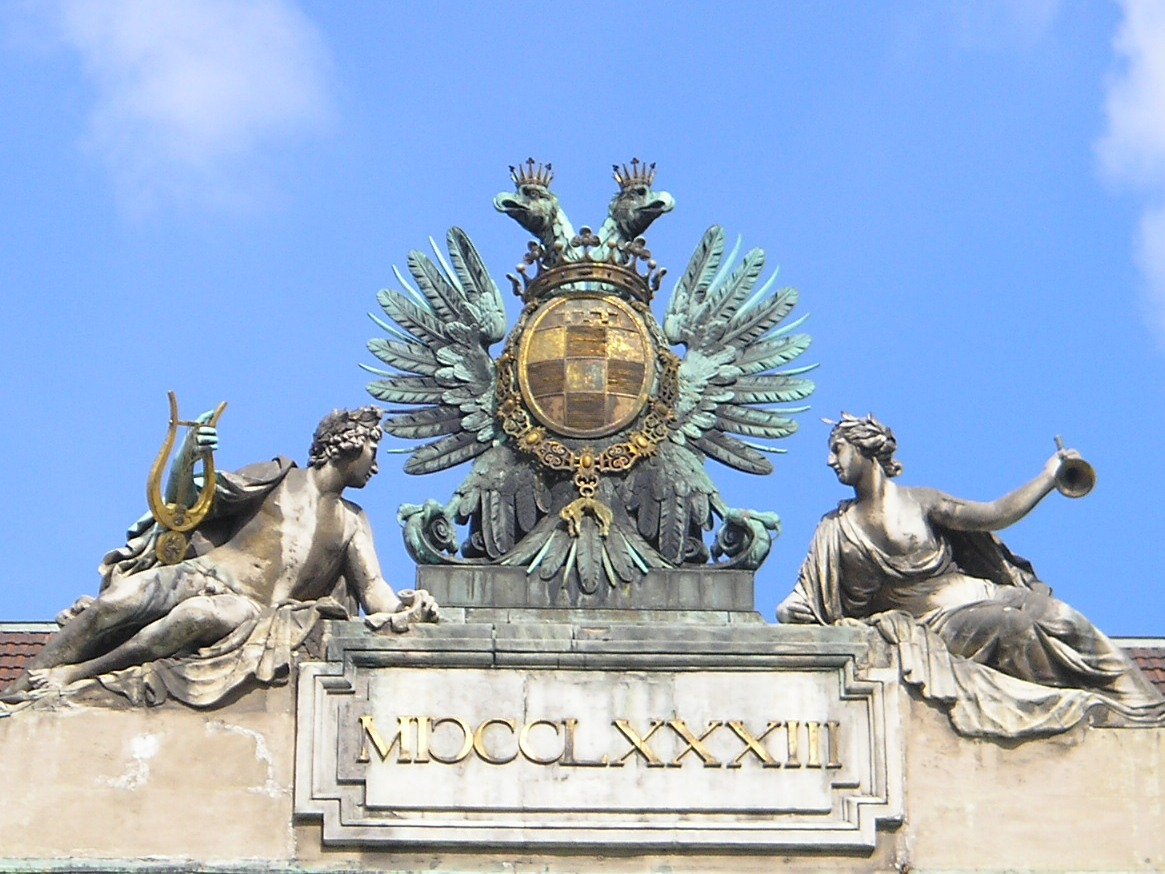
Escut d'armes de la família dels Pallavicini, membres de la noblesa negra

La reclusió voluntària dels papes dins de les muralles del Vaticà va durar 59 anys, així com la clausura de les portes d'aquests palaus. Aquest statu quo va durar de 1870 a 1929, data dels pactes lateranenses, en l'articulat va ser creat l'Estat de la Ciutat del Vaticà.
Després de la signatura dels Acords de Laterà, les famílies de la noblesa negra van obtenir la doble ciutadania: convertint-se en ciutadans de l'Estat de la Ciutat del Vaticà i súbdits del Regne d'Itàlia. En testimoni de la gratitud cap a la lleialtat demostrada, el papa Pius XI va atorgar a la noblesa negra l'autorització de formar part de la Guàrdia Noble, que fins llavors estava reservada als fills de les famílies originàries dels antics Estats Pontificis. (El 1931, Pius XI va rebutjar la petició del rei d'Espanya Alfons XIII, que hauria desitjat veure oberta la Guàrdia noble a les diferents famílies de l'aristocràcia catòlica europea.) 
Entre les famílies de la noblesa negra, hi ha la família Massimo així com la d'Eugenio Pacelli, futur Pius XII.

## Epíleg
El 14 de setembre de 1970, el papa Pau VI va escriure al cardenal Jean-Marie Villot, secretari d'estat, una carta oficial per la qual s'abolia el gruix dels cossos armats del Vaticà, amb l'excepció de la Guàrdia suïssa. Des de llavors, la desaparició de l'últim bastió de la noblesa negra va suposar la fi dels seus antics privilegis, matrícules de la Ciutat del Vaticà, estatus jurídic particular així com títols honorífics.
Al maig de 1977, una part de la noblesa negra, conduïda per la princesa Elvina Pallavicini, es va unir al bisbe tradicionalista Marcel Lefebvre.